# تشارلز جنكينز سينيور
تشارلز جنكينز سينيور (بالإنجليزية: Charles Jenkins Sr.)‏ هو منافس ألعاب قوى أمريكي، ولد في 7 يناير 1934 في نيويورك في الولايات المتحدة.

## وصلات خارجية
- تشارلز جنكينز سينيور على موقع الاتحاد الأمريكي لسباقات المضمار والميدان، قاعة المشاهير (الإنجليزية)
- تشارلز جنكينز سينيور على موقع اللجنة الأولمبية الدولية (الإنجليزية)
- تشارلز جنكينز سينيور على موقع أوليمبيديا (الإنجليزية)